# Neobarroc

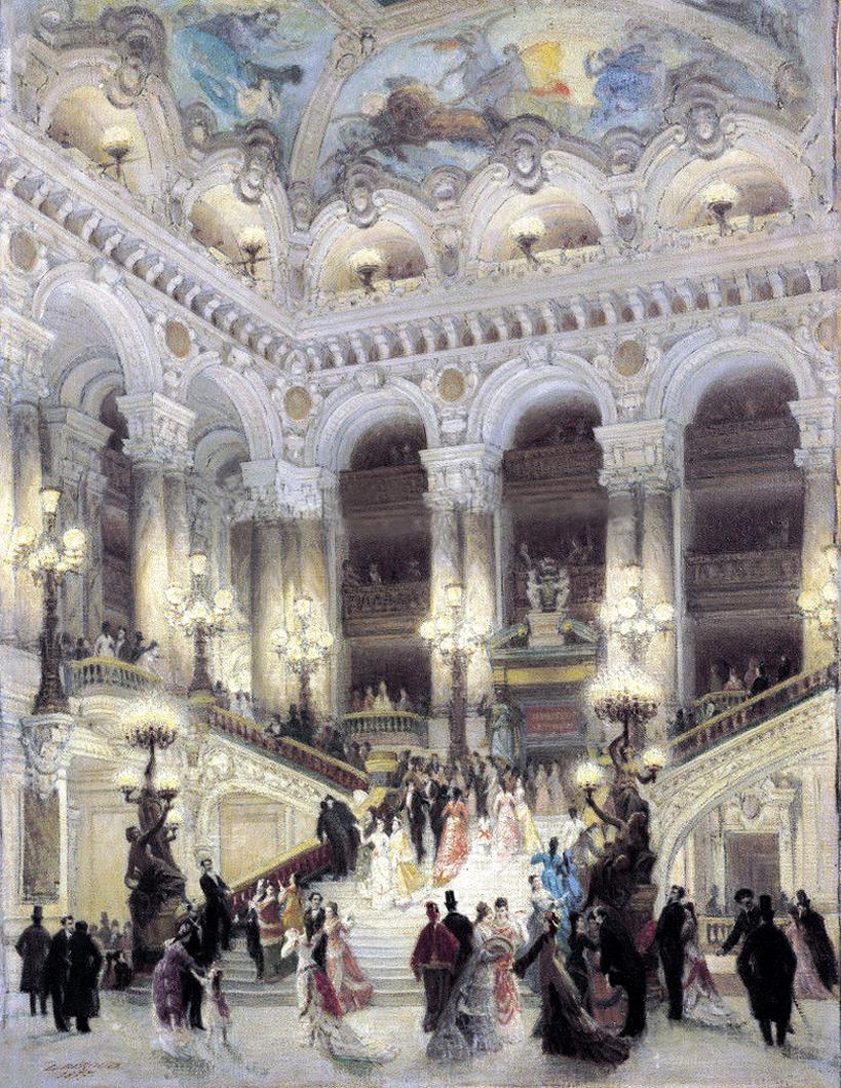
Grand Opéra de París

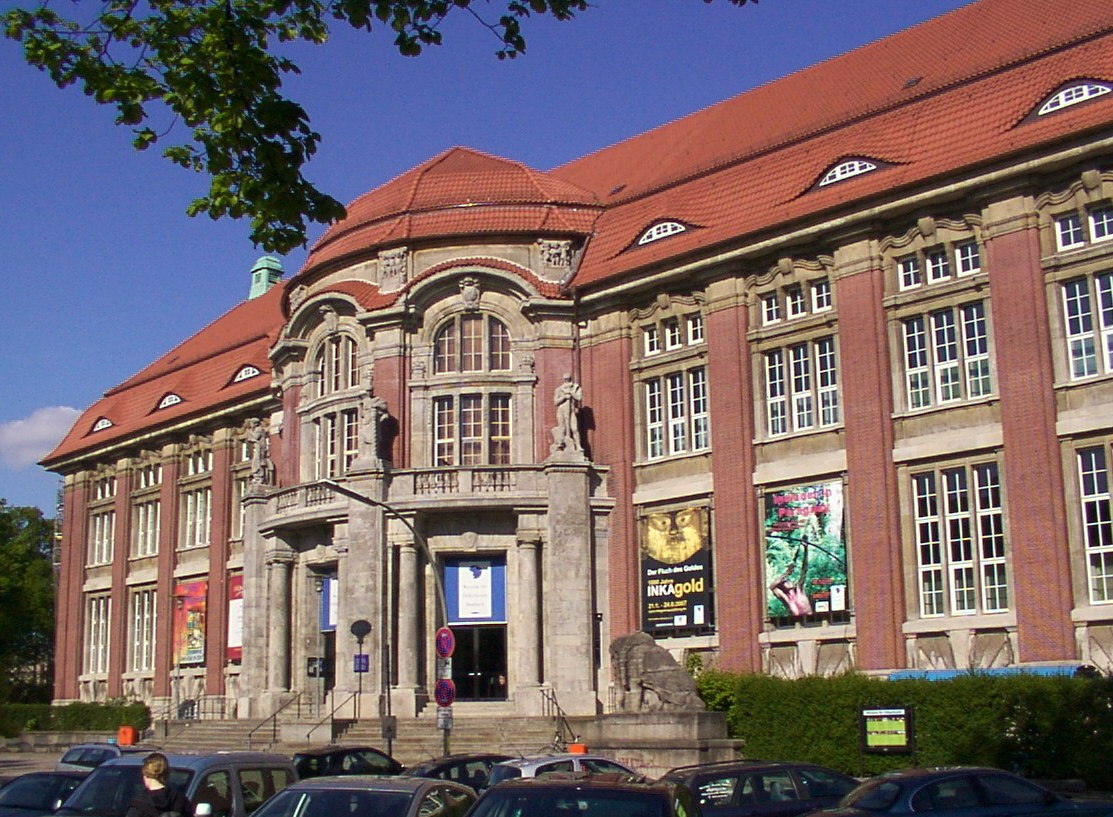
Museu Etnogràfic (Hamburg)
Arqu. Albert Erbe

Neobarroc és la denominació d'un estil arquitectònic, escultòric, musical i literari, imitació del Barroc, que es donà a la segona meitat del segle xix. El Neobarroc té grans punts de contacte amb el Romanticisme.

## Arquitectura

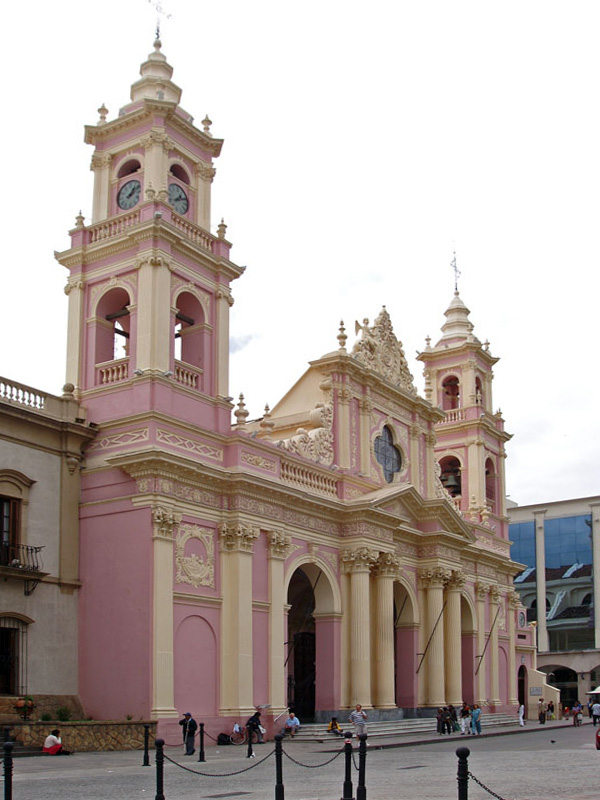
Catedral de Salta

Es dona a la segona meitat del segle xix, sobretot a partir del 1880. Es considera com un estil representatiu de l'Historicisme, que rellevà el Neoclassicisme. El Neobarroc s'utilitzà especialment per als teatres, ja que el Barroc havia contribuït a una florida de les arts escenogràfiques. En el període tardà de l'historicisme la tendència general cap al Renaixement entra en un segon pla i el Neobarroc s'utilitza en nombroses construccions.
A Àustria el seu ús té una connotació patriòtica, ja que es relaciona amb la florida cultural i expansió política de principis del segle xviii. A la seva fase tardana va coexistir amb la Sezession, la qual influí parcialment.
Alguns exemples d'edificis són:
- La Grand Opéra de París (1854-1874).
- La Semperoper de Dresden (1871-1878).
- El Castell Schloss Herrenchiemsee (1878-1886).
- La Neue Hofburg de Viena (1881-1914).
- La Festhalle de Frankfurt (1907).

## Escultura
Al mateix temps que a l'arquitectura, apareixen a l'escultura tendències neobarroques. Com a màxim representant del neobarroc podem citar a l'escultor berlinès Reinhold Begas i el vienès Victor Tilgner.

## Música
En música es designa com a neobarroc una tendència compositiva de principis del segle xx, que reprèn formes i estils de la música barroca. Alguns representants importants són: Max Reger, Johann Nepomuk David, Paul Hindemith i Ernst Krenek.